# Darja Dmitrijeva
Darja Dmitrijeva (russisk: Дарья Евгеньевна Дмитриева tr. Darja Jevgenjevna Dmitrijeva ; født 9. august 1995 i Toljatti, Rusland) er en russisk håndboldspiller som spiller for Ferencváros TC og det russiske landshold. Hun har tidligere optrådt for Dinamo Volgograd.